# 樊曄
樊晔（?—?），字仲华。南阳郡新野县（今河南省新野县）人。东汉官员。
樊晔年轻时为市吏，与光武帝刘秀微时有旧交。东汉建立，建武初年，刘秀征樊晔为侍御史，转任河东都尉，引见云台。刘秀没有当皇帝之前因事在新野关押，市吏樊晔给刘秀送了一碗饭。光武帝没有忘怀，这时赐樊晔御食和乘舆服物。和他开玩笑说：“一碗饭得个都尉，怎么样？”樊晔叩首辞谢。至河东郡，在郡打击不法豪强。诛讨大姓马适匡等。盗贼平定，吏民敬畏，不敢为非。数年后，迁扬州牧，教百姓耕田、植树、治家。为官十余年，犯法贬任积长。
建武十年（34年），刘秀平定了西北地方势力隗嚣后，鉴于陇右多有骚动，法难施行，于是拜樊晔为天水郡太守。为政严猛，崇尚法家申不害、韩非，立断善恶。有犯他禁令的人，都不能活着出狱，官吏百姓和羌胡都害怕他。路不拾遗。行旅到了夜里，聚衣装放在道傍，说“交给樊公了”。凉州为他作歌：“游子常苦贫，力子天所富。宁见乳虎穴，不入冀府寺。大笑期必死，忿怒或见置。嗟我樊府君，安可再遭值！”为官十四年，在官任上。
永平年间，汉明帝追思樊晔在天水时的政绩，以为后人不能赶上，下诏赐他家钱百万。其子樊融，有俊才，喜好黄老之学，不肯为官。

## 延伸阅读
[在维基数据编辑]
 《後漢書/卷77》，出自范晔《後漢書》
 《東觀漢記》